# Ankara (Ottomaanse provincie)
De Provincie Ankara of Provincie Angora was een vilajet van het Ottomaanse Rijk rond de Turkse hoofdstad Ankara en omvatte een groot deel van het grondgebied van het oude Galatië. De provincie was een landbouwstreek die zijn welvaart vooral te danken had aan graan, wol en mohair van de angorageit. Een belangrijke industrie was het weven van tapijten, vooral in Kırşehir en Kayseri. Er waren ook zilver-, zout, bruinkool en kopermijnen. De regio was onderverdeeld in 4 sandjaks: Ankara, Kırşehir, Kayseri en Bozok.